# アイアン・マン (ピート・タウンゼントのアルバム)
| 専門評論家によるレビュー | 専門評論家によるレビュー |
| レビュー・スコア         | レビュー・スコア         |
| 出典                     | 評価                     |
| ------------------------ | ------------------------ |
| AllMusic                 | [ 1 ]                    |
| ローリング・ストーン     | [ 2 ]                    |
| ジョージ・スタロスティン | (7/15)                   |

『アイアン・マン』(The Iron Man: The Musical by Pete Townshend) は、イングランドのロック・ミュージシャンのピート・タウンゼントが1989年に発表したソロ・アルバム。イングランドの児童文学者のテッド・ヒューズが1968年に発表した小説『アイアン・マン 鉄の巨人』（The Iron Man）を翻案したミュージカルのスタジオ・アルバムである。

## 解説

### 経緯
本作には、ジョン・リー・フッカー、ニーナ・シモン、デボラ・コンウェイ、ロジャー・ダルトリーらが独唱者として客演した。タウンゼントは主人公のホガース少年の役を務め、1曲を除く全曲を作詞作曲し、プロデュースも担当した。
タウンゼントとダルトリーはジョン・エントウィッスルと合流して、1983年に解散したザ・フーの名義で、タウンゼント作の「ディグ」とクレージー・ワールド・オブ・アーサー・ブラウンの1968年の大ヒット曲「ファイアー」を演奏している。
「フレンド・イズ・ア・フレンド」と「アイ・ウォント・ラン・エニイモア」は、シングルとして発売された。アメリカ合衆国では「ファイアー」のプロモーション用シングルが制作された。

### 内容

#### 登場人物
- ホガース少年 (Hogarth) - 10歳の少年。物語は彼の視点から語られる。
- ビクセン (The Vixen) - ホガース少年の良心。いつも彼に勇敢に、正しく、素早く思考するように促している。
- アイアン・マン (The Iron Man) - 自己維持能力を持ち、究極的に人間の脅威になる機械やシステムを破壊するようにプログラムされた巨大なロボット。
- スペース・ドラゴン (The Space Dragon) - ドラゴンの姿で宇宙から到来した巨大なアナーキーな精神。
- ホガースの父 (Hogarth's Father) - 農夫で、人々をアイアン・マンに対する無益な抵抗に駆り立てる。
- 森の生き物
  - カラス (The Crow)
  - カケス (The Jay)
  - カエル (The Frog)
  - フクロウ (The Owl)
  - アナグマ (The Badger)

## 配役
- ホガース少年 (Hogarth) - ピート・タウンゼント
- ビクセン (The Vixen) - デボラ・コンウェイ（英語版）
- アイアン・マン (The Iron Man) - ジョン・リー・フッカー
- スペース・ドラゴン (The Space Dragon) - ニーナ・シモン
- ホガースの父 (Hogarth's Father) - ロジャー・ダルトリー
- カラス (The Crow) - チャイナ (Chyna)
- カケス (The Jay) - ニコラ・イマニュエル（英語版）
- カエル (The Frog) - ビリー・ニコルズ（英語版）
- フクロウ (The Owl) - サイモン・タウンゼント（英語版）
- アナグマ (The Badger) - クリーヴランド・ワトキス（英語版）

## トラックリスト
特記のない限り、ピート・タウンゼント作詞・作曲。
1. アイ・ウォント・ラン・エニイモア - "I Won't Run Any More" - 4:51 ボーカル：ピート・タウンゼント、デボラ・コンウェイ
2. オーバー・ザ・トップ - "Over the Top" - 3:31 ボーカル：ジョン・リー・フッカー
3. マン・マシーンズ - "Man Machines" - 0:42 ボーカル：サイモン・タウンゼント
4. ディグ - "Dig" - 4:07 演奏：ザ・フー
5. フレンド・イズ・ア・フレンド - "A Friend Is a Friend" - 4:44 ボーカル：ピート・タウンゼント
6. アイ・イート・ヘビー・メタル - "I Eat Heavy Metal" - 4:01 ボーカル：ジョン・リー・フッカー
7. オール・シャル・ビー・ウェル - "All Shall Be Well" - 4:02 ボーカル：ピート・タウンゼント、デボラ・コンウェイ、チャイナ
8. ワズ・ゼア・ライフ - "Was There Life" - 4:19 ボーカル：ピート・タウンゼント
9. ファースト・フード - "Fast Food" - 4:26 ボーカル：ニーナ・シモン
10. フール・セッズ... - "A Fool Says..." - 2:51 ボーカル：ピート・タウンゼント
11. ファイアー - "Fire" (Arthur Brown, Vincent Crane, Mike Finesilver, Peter Ker) - 3:47 演奏：ザ・フー
12. ニュー・ライフ/リプリーズ - "New Life/Reprise" [注釈 5]- 6:00 ボーカル：チャイナ、ピート・タウンゼント、ニコラ・イマニュエル

### 2006年のUS盤（Hip-O Records）のボーナス・トラック
1. "Dig" (Simon Townshend vocal version) – 4:09
2. "Man Machines" (long version) – 4:34
3. "I Eat Heavy Metal" (demo) – 4:04

### 2010年の日本盤（インペリアル）のボーナス・トラック
日本盤CDは1989年に、当時のヴァージン・ジャパンからリリースされたが、後に2007年にインペリアルから再発盤が出され、さらに2010年にはボーナストラックとしてフィルモア・ウェストにおけるライブ音源が追加された盤が出た。
1. "A Friend Is a Friend" (Live at the Fillmore West, 1996)
2. "All Shall Be Well" (Live at the Fillmore West, 1996)

## 参加ミュージシャン
- ドラムス
  - Simon Philips
  - Charlie Morgan – #5, #9
- ベース
  - Chucho Merchan
  - John Entwistle – #4, #11
- ピアノ
  - John "Rabbit" Bundrick – #5
- 金管楽器
  - Peter Beachill[12] – #4
  - John Barclay[13] – #4
- サクソフォーン
  - Patrick Clahar[14] – #12
- ギター、その他のキーボード
  - Pete Townshend
- ストリングス
  - Pat Halling[15]（リーダー） – #10
- コーラス・ヴォーカル
  - Gina Foster[16]
  - Derek Green[17]
  - Janice Hoyte[18]
  - Ruby James[19]
  - Julian Littman[20]
  - Michael Nicholls
  - Earnestine Pearce[21]
  - Raymond Simpson
  - The Children of St. Stevens and Orleans School[22]

## 本作未収録の関連楽曲と別バージョン
1. "Real World" (instrumental) - 「フレンド・イズ・ア・フレンド」の12インチ・シングル、CDシングル[23]に収録されてリリースされたバージョンで、タウンゼンドの『Scoop 3』（2001年）に収録されたものとはミックスが異なる。
2. "Penny Drop" - enのラジオ番組の音源：DIR Broadcasting がアナログ盤でプロモーション盤を制作した。
3. "Dig" (demo) - 1989年にイギリスで発表されたCDシングル「アイ・ウォント・ラン・エニイモア」に収録[7]。
4. "Iron Man Recitative", "Can You Really Dance?", "Man and Machines (demo)" - 『Scoop 3』に収録。
5. "Dig" (concert version) - 本作発表後に行なわれたザ・フーの結成25周年記念ツアーのライブ・アルバム『ジョイン・トゥゲザー』に収録。

## 舞台公演と映画化
このミュージカルは、1993年にロンドンのヤング・ヴィクで初演された。この公演が好評だったのを受けて、ワーナー・ブラザースはこの物語の映画化を決定し、さらに大きく異なる翻案を加えて長編アニメーション映画『アイアン・ジャイアント』（1999年）を公開した。ミュージカルの楽曲は使用されていないが、タウンゼントは原作の翻案に携わり、エグゼクティブ・プロデューサーとしてクレジットされた。また、1992年にザ・フーの『トミー』（1969年）をミュージカル化したデス・マカナフ（Des McAnuff）が、プロデューサーの一人としてクレジットされた。
タウンゼントは本作の発表日と相前後した1989年6月28日に、アメリカNBCの人気番組『レイト・ナイト・ウィズ・デヴィッド・レターマン』にニコルス、ワトキス、チャイナらと共に出演し、「フレンド・イズ・ア・フレンド」を披露した。彼はまた、同年6月から11月まで行なわれたザ・フーの結成25周年記念ツアーで、「ディグ」と「フレンド・イズ・ア・フレンド」を取り上げた。